# Elecciones presidenciales de Francia de 1988
Las elecciones presidenciales de Francia de 1988 se realizaron el domingo 24 de abril de 1988, y al no existir candidato con mayoría absoluta se realizó una segunda vuelta el domingo 8 de mayo de ese mismo año, resultando vencedor François Mitterrand.

## Resultados

### Primera vuelta
| Candidato           | Partido                                  | Votos      | Porcentaje |
| ------------------- | ---------------------------------------- | ---------- | ---------- |
| François Mitterrand | Partido Socialista de Francia (PS)       | 10.381.332 | 34,11%     |
| Jacques Chirac      | Agrupación por la República (RPR)        | 6.075.160  | 19,96%     |
| Raymond Barre       | Union pour la Démocratie Française (UDF) | 5.035.144  | 16,54%     |
| Jean-Marie Le Pen   | Front National (FN)                      | 4.376.742  | 14,38%     |
| André Lajoinie      | Partido Comunista Francés (PCF)          | 2.056.261  | 6,76%      |
| Antoine Waechter    | Les Verts                                | 1.149.897  | 3,78%      |
| Pierre Juquin       | Comunista Renovado                       | 639.133    | 2,10%      |
| Arlette Laguiller   | Lutte Ouvrière                           | 606.201    | 1,99%      |
| Pierre Boussel      | Parti des travailleurs                   | 116.874    | 0,38%      |

### Segunda vuelta
| Candidato           | Votos      | Porcentaje |
| ------------------- | ---------- | ---------- |
| François Mitterrand | 16.704.279 | 54,02%     |
| Jacques Chirac      | 14.218.970 | 45,98%     |

- Datos: Q1450661
- Multimedia: French presidential election (1988) / Q1450661